# Kościół św. Andrzeja w Iseo
Kościół św. Andrzeja (wł. Pieve di Sant’Andrea) – rzymskokatolicka świątynia parafialna znajdująca się we włoskim mieście Iseo.

## Historia
Tereny te były zasiedlone już w czasach rzymskich, badania archeologiczne sugerują, że znajdowała się tu wówczas świątynia Herkulesa i Izydy. Wedle tradycji kościół został ufundowany na przełomie V i VI wieku przez biskupa Wigiliusza z Brescii, którego szczątki złożono w świątyni. Układ muru fasady sugeruje, że powstała ona w XI wieku, dzwonnicę z kolei dobudowano w XII wieku i podwyższono w XIV wieku. W XVI wieku miała miejsce przebudowa kościoła, a w latach 1826–1840 wnętrze ponownie przebudowano w stylu klasycystycznym wg projektu Rodolfa Vantiniego oraz wzniesiono od podstaw wschodnią część świątyni. Z powodu problemów finansowych zrezygnowano z przebudowy fasady, dzięki czemu zachowała ona średniowieczny wygląd. W 2023 świątynię odrestaurowano.

## Architektura i wyposażenie
Fasada i wieża ma cechy romańskie, a pozostała część świątyni – klasycystyczne. Jest budowlą trójnawową, z transeptem. Na prawo od wejścia głównego znajduje się przykryty baldachimem sarkofag Giacoma III Oldofrediego, pana feudalnego Iseo w XIV wieku. Wnętrze zdobią:
- XIV-wieczny fresk z wizerunkiem Madonny z Dzieciątkiem,
- obrazy Opłakiwanie zmarłego Chrystusa i Święci Wigiliusz, Andrzej i Wawrzyniec autorstwa Antonia Gandiniego(inne języki) z końca XVI wieku,
- obraz Jezus w Ogrodzie Oliwnym pędzla Pietra Rosy z 1575,
- obraz Męczeństwo św. Szczepana autorstwa Grazia Cossalego(inne języki) z 1591,
- fresk Ostatnia Wieczerza w absydzie z 1913 autorstwa Ponziana Loveriniego(inne języki) i Francesca Domenighiniego(inne języki)[1].

Organy wykonali w latach 1810–1812 bracia Luigi i Antonio Cadei. W latach 1836–1856 przebudował je Felice Cadei, a około 1885 – Egidio Sgritta.

## Galeria

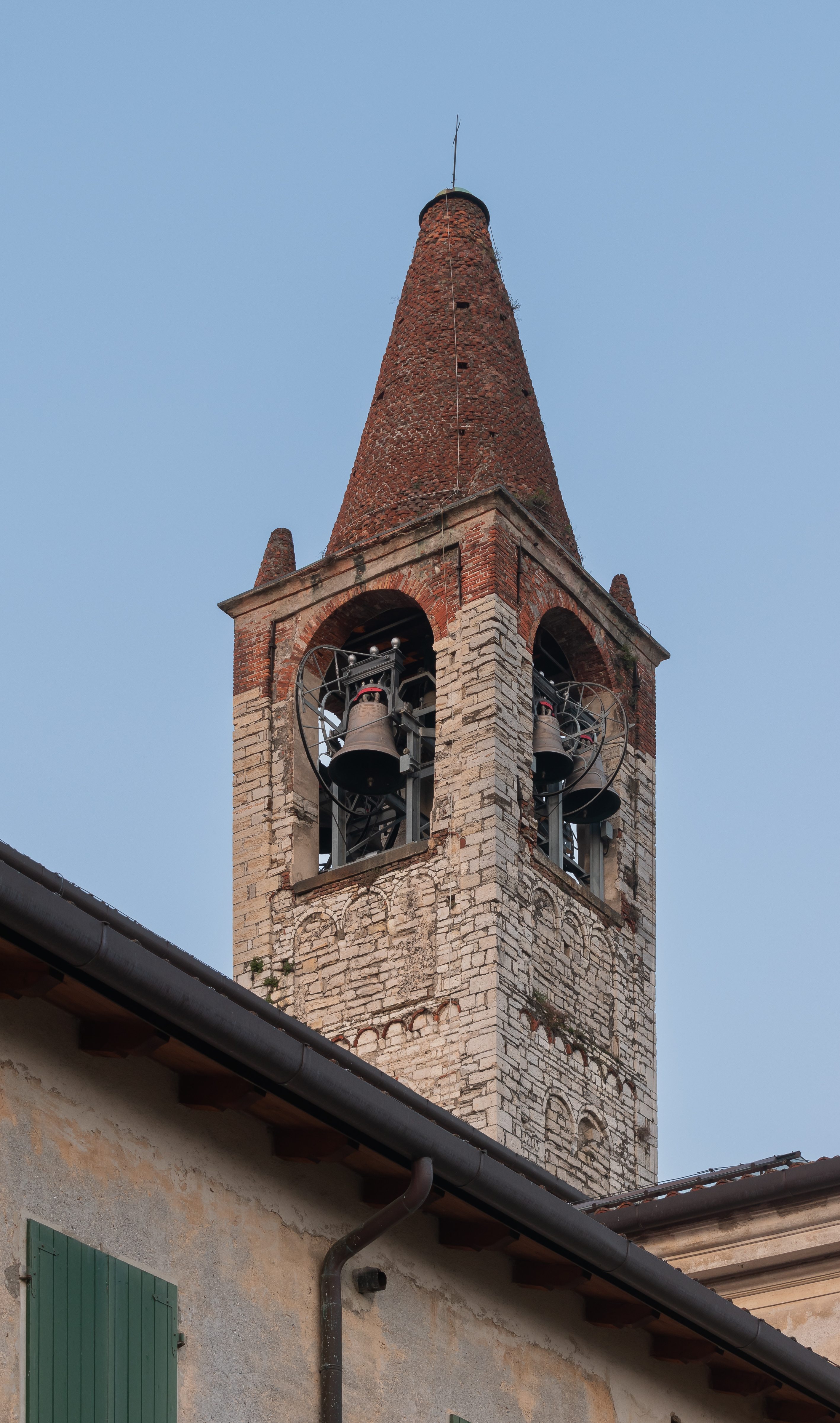
Dzwony
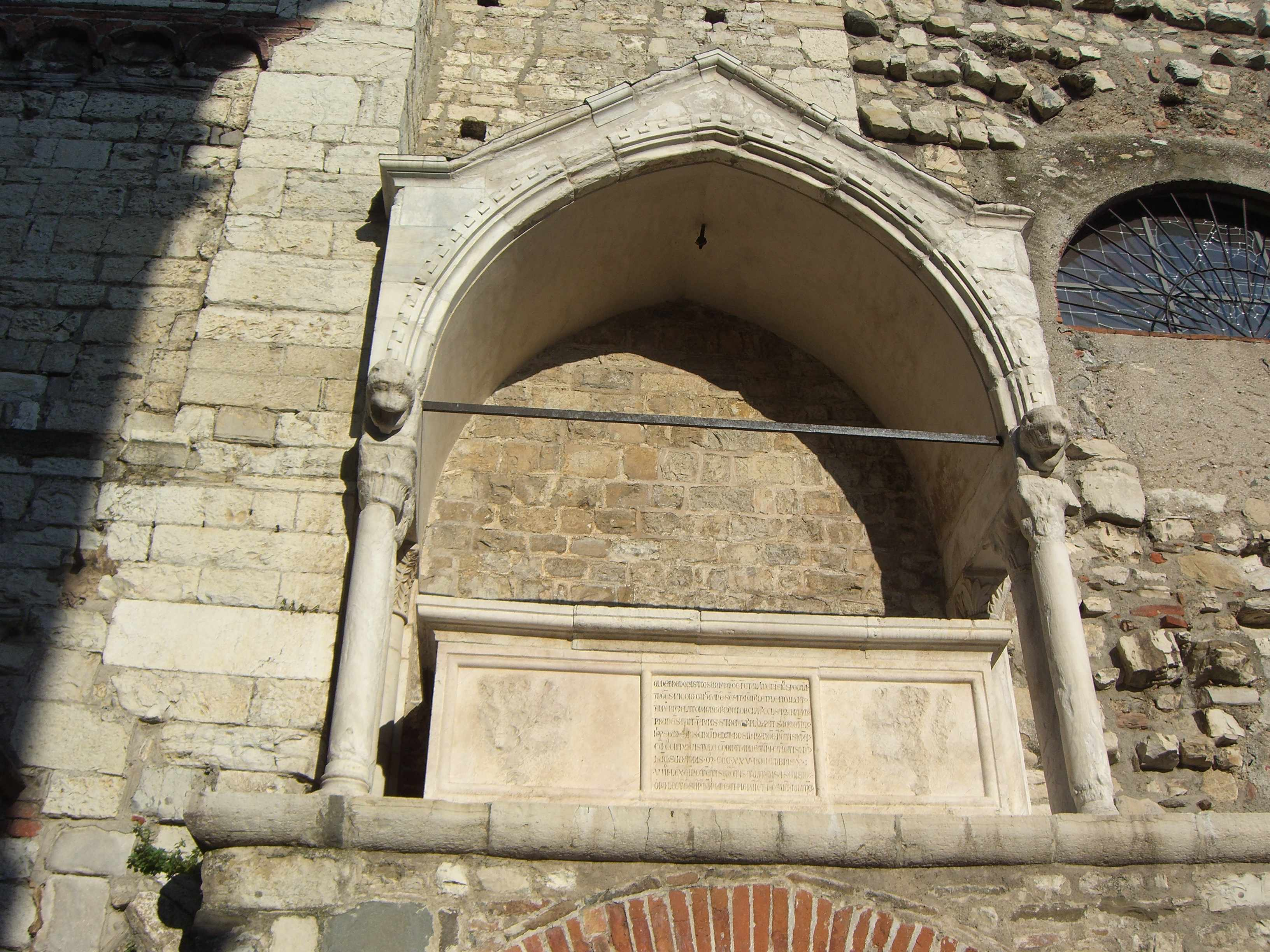
Sarkofag Giacoma III Oldofrediego
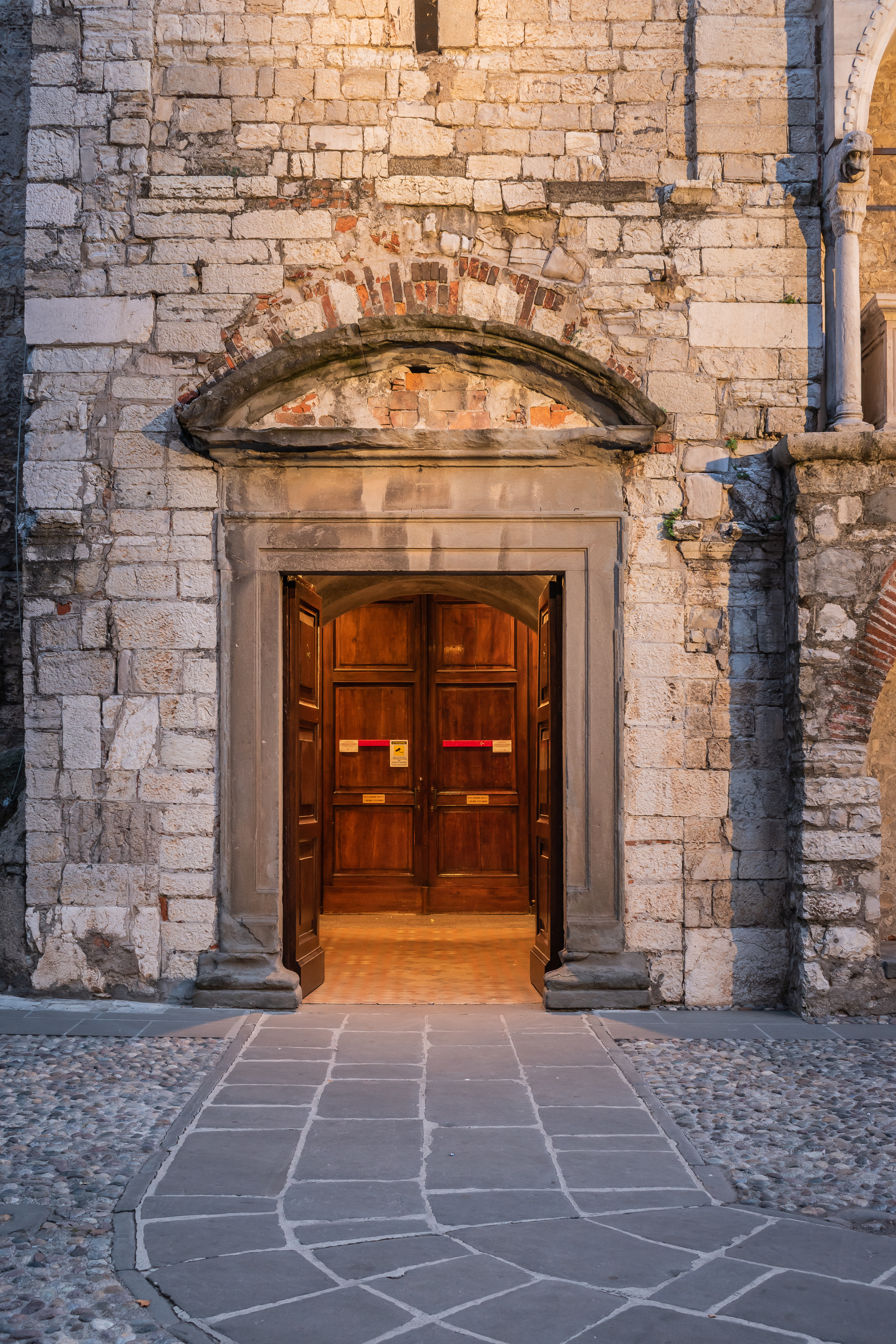
Portal główny
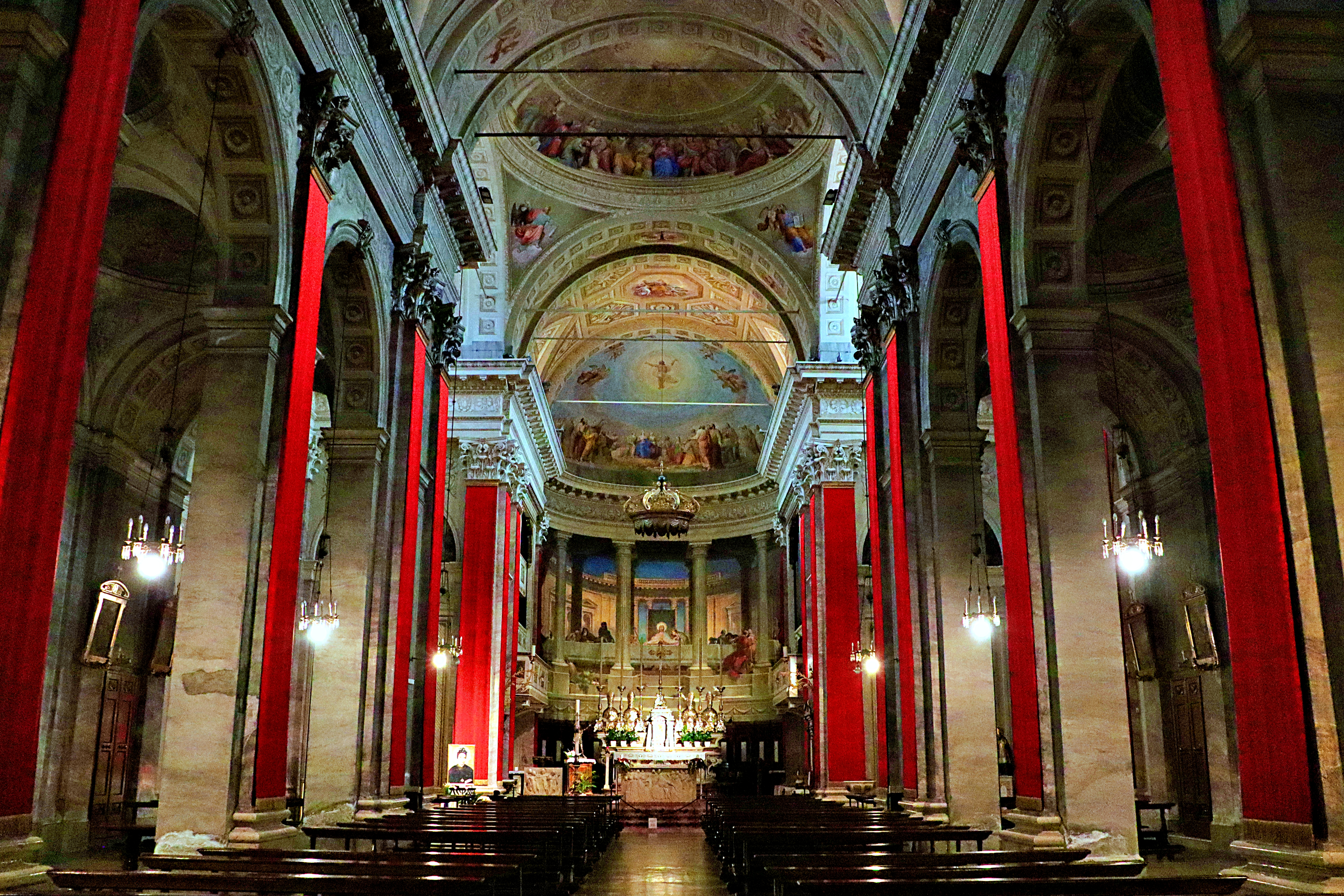
Wnętrze